# Biotopo del Sassoforte
Il biotopo del Sassoforte è un'area naturale della provincia di Grosseto dalle interessanti peculiarità vegetazionali. In parte si sviluppa sull'omonimo rilievo, da cui prende il nome.

## Territorio
La pianura anticamente occupata dal Lago di Prile è chiusa a nord da una linea montuosa elevata e boscosa che segna il margine meridionale delle Colline Metallifere grossetane. 
Essa separa il bacino del fiume Bruna a sud dalla valle del torrente Farma, tributario del bacino dell'Ombrone, a nord.
I rilievi maggiori sono il Monte Alto (797 m) ed il Sassoforte (787 m), divisi dalla valle del Fosso Bardellone, affluente del Farma.
Il biotopo racchiude la parte alta del complesso Sassoforte-Poggio Cacciagallo (753 m)-Colle della Miniera (681 m) a nord dei paesi di Sassofortino e Roccatederighi, in comune di Roccastrada.
L'area si colloca ai limiti fra la zona bioclimatica mediterranea e quella centroeuropea, della quale possiede aspetti significativi di vegetazione forestale, come ad esempio i popolamenti di faggio ed altre latifoglie “nobili” del versante nord del Sassoforte.
Il biotopo racchiude aspetti di vegetazione forestale decidua evoluta e a tratti ben conservata, assieme a garighe e prati ricchi di specie e nettamente differenziati sul piano floristico ed ecologico. In particolare, rigogliosi castagneti su vulcaniti, nuclei relittuali di faggeta con latifoglie nobili di ambiente montano, pratelli terofitici su diaspro e infine l'unica fitocenosi di gariga su serpentina della provincia con specie endemiche delle ofioliti tosco-liguri.
Nell'area si trovano numerosi elementi floristici di spicco nel quadro geobotanico regionale e nazionale.
L'area non rientra in aree Natura 2000 o in aree protette ai sensi della L 394/91 e LRT 49/95.

## Geomorfologia
Nell'area del Sassoforte affiorano formazioni geologiche molto diverse in termini di origine e natura litologica. 
Nella sua morfologia a forma di piccola cupola, ben distinguibile soprattutto da sud, il Sassoforte manifesta chiaramente la sua origine vulcanica. Esso si è formato attraverso eventi effusivi avvenuti verso la fine del Pliocene (2,3 milioni di anni fa) ed è costituito da rocce laviche denominate rioliti. Grandi rocche di riolite sono presenti sui versanti nord e est e sulla vetta del monte, dove formano muraglie alte e scoscese particolarmente suggestive. La parte sommitale si articola invece in ampi spazi pianeggianti dove la rigogliosa vegetazione forestale avviluppa e nasconde gli imponenti ruderi del castellare medioevale aldobrandesco.
L'area del biotopo è interessata tuttavia anche da altre formazioni geologiche, determinando una varietà di substrati che contribuisce alla coesistenza di tipologie vegetazionali e di elementi floristici ben differenziati. La coltre vulcanica poggia su una formazione di calcari marnosi dando luogo lungo la linea di contatto ad alcune sorgenti d'acqua. 
Di particolare interesse è l'affioramento di rocce ofiolitiche del versante occidentale del Colle della Miniera e Poggio Mozzeta presso Roccatederighi, a cui sono associati limitati filoni di diaspro sui fianchi e sulla sommità del rilievo.
Climaticamente il biotopo è caratterizzato da un clima temperato fresco, di tipo submontano-umido, con temperatura media di 12 °C, abbondanti precipitazioni (oltre 950 mm) e stagione arida scarsamente pronunciata.

## Flora
Il contesto pedoclimatico dell'area del Sassoforte è ideale per lo sviluppo di consorzi boschivi quasi esclusivamente decidui del “cingolo” Quercus- Tilia-Acer. Gli unici piccoli lembi di vegetazione sempreverde sono situati in corrispondenza degli affioramenti di rocce ofiolitiche del Colle della Miniera e Poggio Mozzeta, che sono colonizzati da una flora xerofila specializzata. 
Sui fianchi della cupola vulcanica viene da secoli coltivato il castagno, che trova sulle rioliti acide ricche di potassio un substrato di crescita ottimale, analogamente a quanto avviene sulle trachiti del vicino Monte Amiata. Selva castanile per la produzione da frutto e ceduo per la produzione di paleria sono le due forme di governo da sempre praticate nei castagneti del Sassoforte.
Sulla vetta del monte e in parte sul versante nord, a causa della pendenza del versante e della rocciosità del terreno, sono presenti pregevoli formazioni forestali mesofile più naturali, con ricca flora erbaceo-arbustiva nemorale. Di particolare valenza fitogeografica è la faggeta della vetta e della parte alta del versante nord del Sassoforte, ove permane in condizione relittuale grazie a condizioni climatiche localmente favorevoli. Essa è insediata in forma di fustaia fra le alte rocche di riolite dove si trovano alberi di faggio (Fagus sylvatica) da seme di notevoli dimensioni. Associati al faggio vi crescono spontanee alcune latifoglie nobili eminentemente montane come l'acero di monte (Acer pseudoplatanus), l'olmo montano ( Ulmus glabra) e il ciliegio selvatico ( Prunus avium). A questi si aggiungono il tiglio selvatico (Tilia cordata), il carpino nero ( Ostrya carpinifolia), il cerro (Quercus cerris) e il carpino bianco (Carpinus betulus).
Nel sottobosco sono presenti alcune specie interessanti come il nespolo selvatico (Mespilus germanica), l'agrifoglio (Ilex aquifolium) e il biancospino a due stili (Crataegus laevigata), tutte piante di sottobosco ombroso, esigenti di suoli forestali fertili, profondi e lievemente acidi.
Al di fuori delle vulcaniti vi sono boschi misti mesofili a dominanza di cerro e alcuni nuclei di rimboschimento a conifere che abbassano la naturalità del biotopo. Sulle serpentine del Colle della Miniera e Poggio Mozzeta si trovano invece lembi di macchia mediterranea con leccio ed altre sclerofille, a stretto contatto con il bosco caducifoglio. 
La copertura vegetale è localmente discontinua a causa della rocciosità del suolo, che è colonizzato solo da sparse sclerofille e da piante erbacee pioniere adattate alla vita sulle serpentine. 
Questa vegetazione è detta “gariga” e presenta notevole interesse botanico. 
Quella del Colle della Miniera è l'unica gariga su serpentina della provincia di Grosseto riferibile all'associazione Armerio denticulatae- Alyssetum bertolonii, ed ospita specie di notevole interesse fitogeografico in quanto endemiche o rare.
Sono infine da menzionare i pratelli di erbe prevalentemente annuali insediati sui filoni di diaspro detritico del Colle della Miniera. È questo l'habitat di numerose specie silicicole non frequenti in Toscana, fra cui Scleranthus perennis, Lupinus graecus, Micropyrum tenellum, Aphanes microcarpa, Trifolium cherleri, Herniaria glabra, Teesdalia coronopifolia, Spergularia bocconii e altre.
Nei boschi sulle vulcaniti del Sassoforte vive una ricca flora nemorale, con diverse specie geofisiche che fioriscono prima che gli alberi abbiano messo le foglie. Nelle fredde giornate di marzo e aprile emergono dalla lettiera di foglie secche i fiori del bucaneve (Galanthus nivalis), della colombina (Corydalis cava), del croco (Crocus etruscus), della scilla (Scilla bifolia) e degli anemoni (Anemone nemorosa e Anemone apennina) che danno luogo a chiazze di colori molto vivaci.
Alcune specie rilevanti nel quadro geobotanico toscano sono la rara Carex depauperata, nel sottobosco della faggeta, Ornithogalum etruscum sulle rocche di riolite, Cardamine pratensis e Cardamine amara var. grandifolia entrambe in alcuni punti umidi del bosco. 
Altre specie interessanti di ambiente forestale montano sono Cardamine chelidonia, Anemone ranunculoides, Festuca altissima, Luzula pilosa, Dryopteris affinis ed Erythronium dens canis. Quest'ultima è un'elegante liliacea dalle foglie chiazzate di scuro e i fiori roseo-violacei, che trova in Maremma il limite meridionale del suo vasto areale boreale. 
Nel biotopo si trova, molto raro, fra il Poggio Cacciagallo ed il Colle della Miniera, così come anche sul vicino Monte Alto e in altri luoghi boschivi delle Colline Metallifere. Nella stessa area si trova anche la bella Campanula persicifolia.
Sulle serpentine del Colle della Miniera troviamo alcuni degli endemismi ecologici tosco-liguri esclusivi di questo substrato, come Armeria denticulata, Alyssum bertolonii e Leucanthemum pachyphyllum. Si tratta di specie molto rare in provincia di Grosseto, che qui si trovano al limite meridionale del loro areale. Compaiono anche alcune serpentinofite facoltative come Carex humilis, Plantago holosteum e Danthonia alpina.
Una pianta di notevole interesse che su questo affioramento risulta invece al margine settentrionale dell'areale è Cytisus decumbens, una piccola ginestra arbustiva diffusa sui suoli calcarei aridi dell'Italia centro-meridionale. Altra leguminosa interessante di questo biotopo è il ginestrone (Ulex europaeus) arbusto spinoso dalle vistose fioriture gialle tipico dei climi oceanici delle zone atlantiche, qui presente con la sola popolazione maremmana. 
Nelle radure dove affiorano i filoni di diaspro troviamo infine altre specie importanti della flora toscana, in particolare Lupinus graecus, leguminose dalle vistose infiorescenze blu-viola rara in tutta Italia e già nota per la Pietra in Val di Farma, e Scleranthus perennis, cariofillacea in forma di piccolo cespuglietto glauco con fitte fioriture biancastre.
Altre piante interessanti di questo particolare habitat sono la piccola crucifera Teesdalia coronopifolia, la rosacea Potentilla detommasii, la graminacea Micropyrum tenellum e l'endemismo appenninico Centaurea ambigua. Infine nel biotopo ricade una delle due sole stazioni toscane ad oggi note della crocifera Rorippa pyrenaica, una specie tipica di prati semiumidi molto sporadica nell'Italia nordoccidentale e considerata vulnerabile in gran parte delle regioni italiane per le quali è nota.